# Act.7
Act.7 è il settimo EP del gruppo musicale sudcoreano 4Minute, pubblicato nel 2016 dall'etichetta discografica Cube Entertainment insieme a Universal Music Group.

## Il disco
Il 25 gennaio vengono pubblicate le prime foto teaser.
il 1º febbraio viene pubblicato il primo singolo prodotto da Skrillex, un DJ di fama internazionale.
Le promozioni continuano con il secondo singolo "Canvas", pubblicato il 15 aprile con un video innovativo, che consiste in una ripresa di 360 gradi.

## Tracce
1. Hate (testo: HyunA,Seo Jae-woo, Son Young-jin, Jenyer – musica: Skrillex)
2. No Love (testo: HyunA,  Ra-young, Gen Neo (of NoizeBank), Jenyer – musica: Ra-young, Gen Neo (of NoizeBank), Hyun-a, Jenyer)
3. Blind (testo: Kwon So-hyun, Jenyer, HyunA – musica: Im Kwang-wook, Ryan Kim, Hunnykilla, Amanda Moseley)
4. Canvas (testo: Big Ssancho, Cho Seong-ho – musica: Big Ssancho, Cho Seong-ho)
5. Hate (Inst.) (musica: Skrillex)

Durata totale: 0:00

## Formazione
- Ji-hyun – voce
- Ga-yoon – voce
- Ji-yoon – voce
- HyunA – rapper
- So-hyun – voce